# (35390) 1997 XW
(35390) 1997 XW est un astéroïde de la ceinture principale d'astéroïdes découvert en 1997.

## Description
(35390) 1997 XW a été découvert le 3 décembre 1997 à l'observatoire astronomique d'Ōizumi, situé à Ōizumi, dans la préfecture de Gunma, au Japon, par Takao Kobayashi.

### Caractéristiques orbitales
L'orbite de cet astéroïde est caractérisée par un demi-grand axe de 2,30 ua, un périhélie de 1,88 ua, une excentricité de 0,18 et une inclinaison de 4,70° par rapport à l'écliptique. Du fait de ces caractéristiques, à savoir un demi-grand axe compris entre 2 et 3,2 ua et un périhélie supérieur à 1,666 ua, il est classé, selon la JPL Small-Body Database, comme objet de la ceinture principale d'astéroïdes.

### Caractéristiques physiques
(35390) 1997 XW a une magnitude absolue (H) de 15,1 et un albédo estimé à 0,188.